# Scott Martin (atleta)
Scott Martin (12 ottobre 1982) è un pesista e discobolo australiano, primatista nazionale di getto del peso dal 21 febbraio 2008 con la misura di 21,26 m.

## Palmarès
| Anno | Manifestazione    | Sede              | Evento           | Risultato | Misura  | Note |
| ---- | ----------------- | ----------------- | ---------------- | --------- | ------- | ---- |
| 1999 | Mondiali allievi  | Bydgoszcz         | Getto del peso   | 6º        | 18,71 m |      |
| 2000 | Mondiali juniores | Santiago del Cile | Getto del peso   | 11º       | 17,60 m |      |
| 2000 | Mondiali juniores | Santiago del Cile | Lancio del disco | 15º       | 50,50 m |      |
| 2006 | Commonwealth      | Melbourne         | Getto del peso   | Bronzo    | 19,48 m |      |
| 2006 | Commonwealth      | Melbourne         | Lancio del disco | Oro       | 63,48 m |      |
| 2007 | Mondiali          | Osaka             | Getto del peso   | 13º (q)   | 19,81 m |      |
| 2008 | Mondiali indoor   | Valencia          | Getto del peso   | 6º        | 20,13 m |      |
| 2008 | Olimpiadi         | Pechino           | Getto del peso   | 21º       | 19,75 m |      |
| 2009 | Mondiali          | Berlino           | Getto del peso   | 23º (q)   | 19,52 m |      |
| 2010 | Mondiali indoor   | Doha              | Getto del peso   | 7º        | 19,76 m |      |
| 2012 | Olimpiadi         | Londra            | Lancio del disco | 19º       | 62,14 m |      |